# Tradewest
Tradewest fue una compañía de videojuegos estadounidense con sede en Corsicana, Texas, que produjo numerosos juegos en los años 80 y principios de los 90. La compañía fue la editora de las series Battletoads y Double Dragon en Norteamérica y la región PAL.
El nombre fue revivido en agosto de 2009 por las antiguas filiales europeas de Midway Games, que se rebautizaron como Tradewest. Heredaron el nombre de la empresa matriz estadounidense que había sido propietaria de la marca registrada Tradewest desde 1996.

## Historia

### Compañía original
Tradewest fue fundado en 1985 por Leland Cook (banquero y ganadero de Texas) y su hijo Byron Cook. Tradewest comenzó con la fabricación del juego de arcade Alpha Mission de SNK en los Estados Unidos, seguido por Ikari Warriors y Victory Road antes de apartarse del negocio de los juegos de arcade de monedas para concentrarse en el mercado de consolas domésticas.
En 1987, Tradewest compró Cinematronics (desarrollador y fabricante de videojuegos) de El Cajon, California, cuyos juegos anteriores incluían Dragon's Lair y Space Ace y le cambió el nombre a The Leland Corporation. John Rowe fue elegido para dirigir la oficina de El Cajon ya que ya tenía una exitosa historia en videojuegos como vicepresidente ejecutivo de la división de EE. UU. De SNK.
Tradewest operaba tres compañías: Tradewest, Inc., Tradewest International y The Leland Corporation. Lanzó videojuegos a finales de los años 80 y principios de los 90 para consolas principalmente de Nintendo y Sega.
En 1994, Tradewest fue demandada sin éxito por Philips Corporation y Lockheed Sanders por una supuesta infracción de patente en el arte de un videojuego de arcade.

### Disolución y consecuencias
Tradewest fue adquirida por WMS Industries (el propietario de las marcas Williams y Midway) en abril de 1994, y se formó una nueva compañía llamada Williams Entertainment, Inc., con Rowe y los dos cocineros como sus jefes, lo que marca el final de Tradewest. Williams Entertainment se convirtió en la división oficial de WMS y en la entrada al mercado de consolas de videojuegos.
En 1996, WMS estaba perdiendo interés en los videojuegos y, como tal, Williams Entertainment fue transferido a Midway, quien cambió su nombre a la división Midway Home Entertainment, Inc. Como fue el caso de WMS, la división sirvió como punto de apoyo de Midway a la consola doméstica. Market, que ahora podía publicar videojuegos dentro de la empresa sin tener que depender de otros editores (como Acclaim Entertainment). Tanto el Corsicana, Texas como un nuevo centro de investigación y desarrollo en San Diego (que reemplaza a la ubicación de El Cajon) permanecieron abiertos en Midway y continuaron empleando a Byron Cook (que se convirtió en presidente de Midway Home Entertainment) y John Rowe (que se convirtió en vicepresidente). Presidente y Director de Desarrollo de Producto); desarrollo y publicación de juegos para GameCube, Xbox, Sony PlayStation y Microsoft Windows.
Byron Cook renunció a Midway en 2001. Al año siguiente, la oficina central de Midway en Chicago cerró la ubicación de Corsicana. Byron Cook ahora se desempeña como representante estatal Republicano en Texas para el distrito de Corsicana.
John Rowe se convirtió en el fundador, presidente y CEO de High Moon Studios (anteriormente Sammy Studios) hasta 2001. John Rowe sigue siendo un fotógrafo galardonado que pasa gran parte de su tiempo en África y Asia fotografiando a pueblos y culturas indígenas desaparecidos.

### Renacimiento europeo
15 años después de la disolución de la compañía estadounidense original, el nombre de Tradewest fue revivido en Europa en 2009 por las antiguas divisiones de publicación de Midway UK y Francia tras una compra por parte de la gerencia.
El 19 de agosto de 2009, Midway Games Ltd (fundada en 1999 en Londres como filial inglesa de Midway Games Inc) y Midway Games SAS (fundada en 2005 en París como filial francesa de Midway Games Inc) fueron vendidas a Spiess Media Holding UG propiedad de Martin Spiess (el exjefe de Midway Games Ltd).
Se creó un nuevo holding alemán, Tradewest Games Holding, para administrar la filial francesa Tradewest Games SAS (fundada en 2009), y las dos filiales inglesas Tradewest Games Ltd (fundada en 2009) y Tradewest Digital (fundada en 2010).
Tradewest Games Holding, junto con sus subsidiarias, desapareció en 2013.

## Lista de juegos publicados

### Arcade
- Alpha Mission (1985)
- Ikari Warriors (1986)
- Victory Road (1987)
- Super Battletoads (1994)

### NES
- Double Dragon (junio de 1988)
- John Elway's Quarterback Challenge (marzo de 1989)
- Taboo: The Sixth Sense (abril de 1989)
- Magic Johnson's Fast Break (marzo de 1990)
- Ivan "Ironman" Stewart's Super Off Road (abril de 1990)
- Solar Jetman: Hunt for the Golden Warpship (septiembre de 1990)
- Battletoads (junio de 1991)
- High Speed (julio de 1991)
- Danny Sullivan's Indy Heat (agosto de 1992)
- R.C. Pro-Am II (diciembre de 1992)
- Battletoads & Double Dragon (junio de 1993)

### Game Boy
- Double Dragon (agosto de 1990)
- Sneaky Snakes (junio de 1991)
- Battletoads (noviembre de 1991)
- Jack Nicklaus Golf (mayo de 1992)
- Super Off Road (moviembre de 1992)
- Battletoads in Raganarok's World (junio de 1993)
- Battletoads & Double Dragon (diciembre de 1993)

### Super NES
- Super Off Road (diciembre de 1991)
- Jack Nicklaus Golf (mayo de 1992)
- Pro Quarterback (septiembre de 1992)
- Super Double Dragon (15 de octubre de 1992)
- Battletoads in Battlemaniacs (junio de 1993)
- Super Baseball 2020 (julio de 1993)
- Plok (septiembre de 1993)
- Super Off Road: The Baja'" (septiembre de 1993)
- Battletoads & Double Dragon (diciembre de 1993)
- Fun 'n Games (agosto de 1994)
- Troy Aikman NFL Football (agosto de 1994)
- Double Dragon V: The Shadow Falls (5 de agosto de 1994)

### Mega Drive/Genesis
- Championship Pro-Am (12 de mayo de 1992)
- Pro Quarterback (septiembre de 1992)
- Battletoads (marzo de 1993)
- Fun 'n' Games (2 de agosto de 1993)
- Battletoads & Double Dragon (diciembre de 1993)
- Double Dragon V: The Shadow Falls (5 de agosto de 1994)
- Troy Aikman NFL Football (agosto de 1994)

### Game Gear
- Battletoads (diciembre de 1993)